# Aiguade

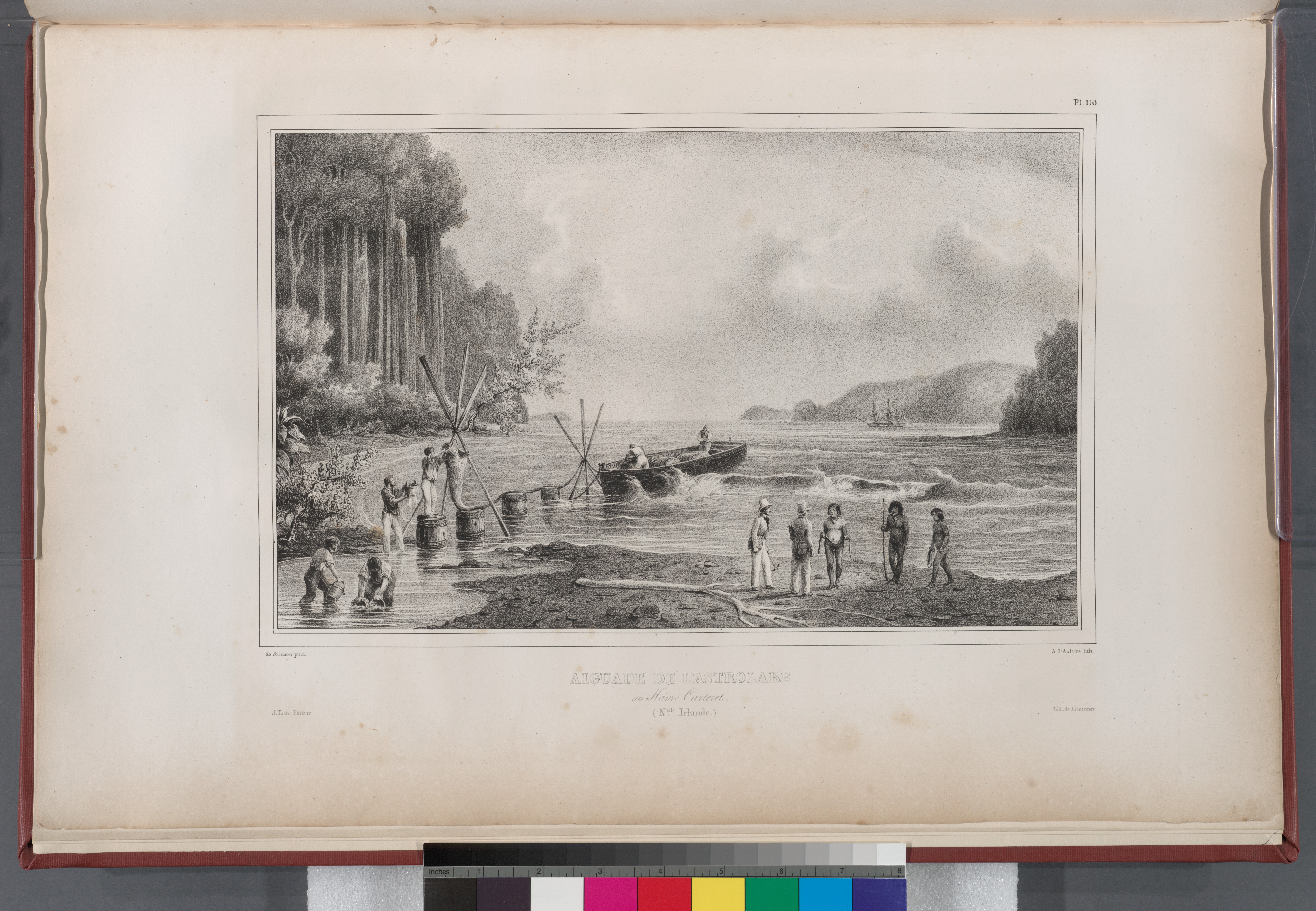
Aiguade de lAstrolabe en Nouvelle Irlande, illustration de 1833.

Aiguade (dérivé du latin aqua, « eau ») désigne à la fois la provision d'eau douce sur un navire et l'endroit d'une côte où les navires se ravitaillent en eau douce,.
Au temps de la navigation à voile, les capitaines cherchent sur les côtes des lieux de mouillages faciles, à proximité de sources ou de fontaines vers lesquelles ils pourraient expédier leurs canots avec des matelots chargés de remplir des tonneaux d'eau douce, pour la consommation du bord. Ces sites d'aiguades près du rivage sont ainsi soigneusement répertoriés et souvent aménagés en petit bassin en pierres de grand appareil pour acheminer l'eau.
Ce mot s'emploie dans l'expression « faire aiguade », désignant l'action de ravitailler en eau douce un bateau.
Le terme désigne aussi la corvée d'eau.